# توم روبنسون
توم روبنسون (بالإنجليزية: Tom Robinson) هو عداء سريع باهاماسي، ولد في 16 مارس 1938 في ناساو في باهاماس، وتوفي بنفس المكان في 25 نوفمبر 2012 بسبب سرطان.

## وصلات خارجية
- توم روبنسون على موقع أوليمبيديا (الإنجليزية)
- توم روبنسون على موقع اتحاد ألعاب الكومنولث (مؤرشف) (الإنجليزية)